# Iain Glen
Iain Alan Sutherland Glen (født 24. juni 1961) er en skotsk skuespiller. Glen er bedst kendt for sine roller i Resident Evil-filmene og for at spille Ser Jorah Mormont i Game of Thrones.

## Tidligt liv og uddannelse
Iain Glen blev født Edinburgh i Skotland og blev uddannet på Edinburgh Academy, der er en privatskole for drenge, efterfulgt af uddannelse på University of Aberdeen. Han gik derefter på RADA i London, hvor han vandt Bancroft Gold Medal.

## Karriere
I 1990 vandt Glen Sølvbjørnen ved Filmfestivalen i Berlin for sin rolle i Silent Scream. Samme år spillede han Hamlet, prins af Danmark i Tom Stoppards filmatisering af skuespillet Rosencrantz and Guildenstern are Dead, som modtog Golden Lion-prisen ved Filmfestivalen i Venedig. Han blev nomineret for en Olivier Award for sin rolle i The Blue Room, hvor han spillede overfor Nicole Kidman.
I 2009 blev det annonceret, at Glen skulle portrættere Ser Jorah Mormont i HBO-serien Game of Thrones. I 2010 spillede han rollen som Fader Octavian, leder af en sekt der bekæmper Weeping Angels i "The Time of Angels" og "Flesh and Stone", i en historie i to episoder, der var en del af femte sæson af Doctor Who. Han optrådte i anden sæson af Downton Abbey, som Sir Richard Carlisle, en avisforlægger der bejler til, og efterfølgende bliver forlovet med, Lady Mary.
I spillede han Paul i BBC dramaserien Prisoners' Wives, som Francescas mand, hvis komfortable liv pludseligt falder i ruiner, da han bliver fængslet for narkosmugling. I 2012 spillede han med i BBC Radio 4's 4-episoders udgave af Greven af Monte Cristo, der blev skrevet af Sebastian Baczkiewicz og instrueret af Jeremy Mortimer og Sasha Yevtushenko. I 2013 spillede han hovedrollen i skuespillet Longing.
Fra 6. december 2013 til begyndelsen af januar 2014 spillede han med i Fortune's Fool sammen med Richard McCabe på the Old Vic, der blev instrueret af Lucy Bailey. Han skulle have spillet med frem til 22. februar 2014 men blev nødt til at trække sig, for at komme sig over sygdom. Rollen blev overtaget af Patrick Cremin og William Houston.
I 2015 lavede Glen voiceover til en reklame for Opel Mokka.

## Familie
Glen er lillebror til Hamish Glen, der er teaterleder og kunstnerisk leder for Belgrade Theatre, Coventry. Hamish har tidligere været kunstnerisk leder på Dundee Repertory Theatre.
Han var gift med Susannah Harker fra 1993 til 2004, og de fik sønnen Finlay i 1994. Hans nuværende partner er skuespilleren Charlotte Emmerson, og de har to døtre sammen; Mary (født i september 2007) og Juliet (født i 2012).

## Filmografi

### Film
| År   | Titel                                 | Rolle                          | Noter                    |
| ---- | ------------------------------------- | ------------------------------ | ------------------------ |
| 1988 | Paris by Night                        | Wallace Sharp                  |                          |
| 1988 | Gorillas in the Mist                  | Brendan                        |                          |
| 1990 | Mountains of the Moon                 | John Hanning Speke             |                          |
| 1990 | Silent Scream                         | Larry Winters                  |                          |
| 1990 | Rosencrantz and Guildenstern Are Dead | Hamlet                         |                          |
| 1990 | Fools of Fortune                      | William Quinton                |                          |
| 1991 | Adam Bede                             | Adam Bede                      | Tv-film                  |
| 1992 | 30 Door Key                           | Joey                           |                          |
| 1993 | Missus                                | Father Pietro Salviati, Missus | Tv-film                  |
| 1996 | Death of a Salesman                   | Biff                           | Tv-film                  |
| 1996 | The Young Americans                   | Edward Foster                  |                          |
| 1999 | Mararía                               | Bertrand                       |                          |
| 2000 | The Wyvern Mystery                    | Charles Fairfield              | Tv-film                  |
| 2000 | Anchor Me                             | Nathan Carter                  | Tv-film                  |
| 2000 | Beautiful Creatures                   | Tony                           |                          |
| 2000 | Paranoid                              | Stan                           |                          |
| 2001 | Lara Croft: Tomb Raider               | Manfred Powell                 |                          |
| 2001 | Gabriel & Me                          | Dad                            |                          |
| 2002 | Impact                                | Marcus Hodge                   | Tv-film                  |
| 2002 | Darkness                              | Mark                           |                          |
| 2002 | The Soul Keeper                       | Dr. Carl Gustav Jung           |                          |
| 2003 | Song for a Raggy Boy                  | Brother John                   |                          |
| 2003 | Carla                                 | Daniel                         | Tv-film                  |
| 2003 | Spy Sorge                             | Richard Sorge                  |                          |
| 2004 | Resident Evil: Apocalypse             | Dr. Isaacs                     |                          |
| 2005 | Man to Man                            | Alexander Auchinleck           |                          |
| 2005 | Vagabond Shoes                        | Alec Murray                    | Kortfilm                 |
| 2005 | Tara Road                             | Danny                          |                          |
| 2005 | Kingdom of Heaven                     | Richard Coeur de Lion          |                          |
| 2006 | Small Engine Repair                   | Doug                           |                          |
| 2007 | The Last Legion                       | Orestes                        |                          |
| 2007 | Starting Over                         | Gregor Dewhurst                | Tv-film                  |
| 2007 | The Relief of Belsen                  | James Johnston                 | Tv-film                  |
| 2007 | Resident Evil: Extinction             | Dr. Sam Isaacs/Tyrant          |                          |
| 2007 | Mrs Ratcliffe's Revolution            | Frank Ratcliffe                |                          |
| 2008 | Slapper                               | Red/Michael Simmons            | Kortfilm                 |
| 2009 | Pope Joan                             | Village Priest                 |                          |
| 2009 | Harry Brown                           | S.I. Childs                    |                          |
| 2009 | Into the Storm                        | King George VI                 | Tv-film                  |
| 2009 | The Case of Unfaithful Klara          | Denis                          |                          |
| 2010 | Jack Taylor: The Guards               | Jack Taylor                    | Tv-film                  |
| 2011 | Jack Taylor: The Pikemen              | Jack Taylor                    | Tv-film                  |
| 2011 | Jack Taylor: The Magdalen Martyrs     | Jack Taylor                    | Tv-film                  |
| 2011 | The Iron Lady                         | Alfred Roberts                 |                          |
| 2012 | Henry IV, Part II                     | Earl of Warwick                | Tv-film                  |
| 2013 | Jack Taylor: The Priest               | Jack Taylor                    | Tv-film, også instruktør |
| 2013 | Jack Taylor: The Dramatist            | Jack Taylor                    | Tv-film, også instruktør |
| 2013 | Kick-Ass 2                            | Onkel Ralph                    |                          |
| 2014 | Guy Martin's Spitfire                 | Fortæller                      | Dokumentar               |
| 2014 | Monsters Behind the Iron Curtain      | Fortæller                      | Dokumentar               |
| 2015 | The Bad Education Movie               | Pasco                          |                          |
| 2015 | Jack Taylor: Shot Down                | Jack Taylor                    | Tv-film                  |
| 2015 | Eye in the Sky                        | James Willett                  |                          |
| 2016 | Resident Evil: The Final Chapter      | Dr. Alexander Issacs           |                          |

### Tv
| År        | Titel                      | Rolle                      | Noter                                    |
| --------- | -------------------------- | -------------------------- | ---------------------------------------- |
| 1986      | Taggart                    | Scott Adair                | Episode: "Knife Edge"                    |
| 1986–1989 | Screen Two                 | Allan Innes / Sailor / Ray | 3 episoder                               |
| 1988      | The Fear                   | Carl Galton                | 5 episoder                               |
| 1992      | Frankie's House            | Tim Page                   | 4 episoder                               |
| 1992      | Screen One                 | Cmdr Powell                | Episode: "Black and Blue"                |
| 1997      | Painted Lady               | Sebastian Stafford         | 2 episoder                               |
| 1998      | Trial & Retribution        | Damon Morton               | 2 episoder                               |
| 1999      | Wives and Daughters        | Mr. Preston                | 4 episoder                               |
| 2000      | Glasgow Kiss               | Stuart Morrison            | 6 episoder                               |
| 2005      | Kidnapped                  | Alan Breck                 | 2 episodes                               |
| 2008      | City of Vice               | John Fielding              | 5 episoder                               |
| 2009      | The Diary of Anne Frank    | Otto Frank                 | 5 episoder                               |
| 2009      | Law and Order: UK          | Luke Slade                 | Episode: "Unsafe"                        |
| 2010      | Jack Taylor                | Jack Taylor                | Serie 1                                  |
| 2010      | Doctor Who                 | Father Octavian            | 2 episoder                               |
| 2010      | Spooks                     | Vaughn Edwards             | 8 episoder                               |
| 2011      | Strike Back: Project Dawn  | Crawford                   | 2 episoder                               |
| 2011      | Downton Abbey              | Sir Richard Carlisle       | 6 episoder                               |
| 2011–19   | Game of Thrones            | Ser Jorah Mormont          | 52 afsnit                                |
| 2012      | Haven                      | Roland Holloway            | Episode: "Real Estate"                   |
| 2012–2013 | Prisoners' Wives           | Paul                       | 10 episoder                              |
| 2013      | Borgia                     | Girolamo Savonarola        | 2 episoder                               |
| 2013      | Ripper Street              | Colonel Madoc Faulkner     | Episode: "The Weight of One Man's Heart" |
| 2013      | Agatha Christie's Poirot   | Dr. David Willoughby       | Episode: "Elephants Can Remember"        |
| 2013      | Breathless                 | Inspector Ronald Mulligan  | 6 episoder                               |
| 2014–2015 | Autopsy: The Last Hours Of | Narrator                   | 6 episoder                               |
| 2014      | The Red Tent               | Jacob                      | 2 episoder                               |

## Udvalgt teater
- The Man Who Had All the Luck Bristol Old Vic 1990
- Hamlet, Bristol Old Vic, 1991 (Ian Charleson Award special commendation)[6]
- Macbeth (1993) (Mayfest Award for Best Actor)
- Henry V (1995) (Evening Standard Award nomination for Best Actor)
- Martin Guerre (1996–1997) (Olivier Nomination for Best Actor in a Musical)
- The Blue Room (1998) (Olivier Nomination for Best Actor. Broadway Drama League Award for Best Actor)
- A Streetcar Named Desire (2002)
- Hedda Gabler (2005)
- The Crucible (2006) (Olivier Nomination for Best Actor)
- Scenes of a Marriage (2008)
- Wallenstein (2009, Minerva Theatre, Chichester) – title role
- Separate Tables (2009) – roles of Mr Martin and Major Pollock – Chichester Festival Theatre
- Ghosts (2010) – also directed
- Uncle Vanya, The Print Room, 2012 – title role
- Fortune's Fool, The Old Vic, 2013[7]
- The Seagull
- Here
- King Lear
- Coriolanus
- She Stoops to Conquer
- Hapgood
- Road
- Edward II
- Small Engine Repair
- The Recruiting Officer